# Olceclostera oriunda
Olceclostera oriunda är en fjärilsart som beskrevs av William Schaus 1905. Olceclostera oriunda ingår i släktet Olceclostera och familjen silkesspinnare. Inga underarter finns listade i Catalogue of Life.